# Clickair
Clickair (XG era su código IATA) fue el nombre de una aerolínea española de bajo coste impulsada por Iberia, y en la que participaban también Nefinsa, Grupo Iberostar, Quercus Equity y Cobra. Iberia poseía el 80% de las acciones con derechos económicos (dividendos) de la empresa (debido a su mayor aportación de capital) y los restantes socios un 5% cada uno, mientras que las acciones con derechos políticos se repartían equitativamente un 20% para cada uno de los socios. Su director general fue Álex Cruz.
El único aeropuerto base de esta compañía fue el de Barcelona, aunque también operó desde los de Valencia, Sevilla, Bilbao, Vigo y La Coruña.

## Historia
Clickair inició sus operaciones poniendo a la venta los billetes de sus primeras rutas el día 7 de septiembre de 2006. Al igual que otras aerolíneas de bajo coste, Clickair cobraba a los pasajeros un suplemento por facturar sus maletas.
Las operaciones se iniciaron el día 1 de octubre de 2006, a las 6:00 AM, en un vuelo que partió del Aeropuerto de Barcelona con destino a Sevilla. En su primer día de vuelo, Clickair logró una ocupación media del 70% en todos sus vuelos, en gran parte gracias a la agresiva campaña de precios (9 € por trayecto, con tasas y gastos de gestión incluidos) que lanzó en el mes de septiembre.
Fue nombrado presidente de la compañía Carlos Losada Marrodán.
Las relaciones (aparte de la participación económica) con Iberia eran las operaciones con código compartido de la mayor parte de sus rutas y el uso de la tarjeta de fidelidad Iberia Plus. Además de esto, Iberia cedió a Clickair varias de sus rutas nacionales dentro de España, y varias rutas de su compañía franquiciada Air Nostrum. 
El 7 de julio de 2008 se anunció su fusión con la aerolínea rival Vueling como estrategia de minimización de costes por el alza de los precios de los carburantes.
El 9 de julio de 2009 la compañía resultante de la fusión pasó a operar bajo la marca de Vueling desapareciendo Clickair como tal.

## Antigua flota

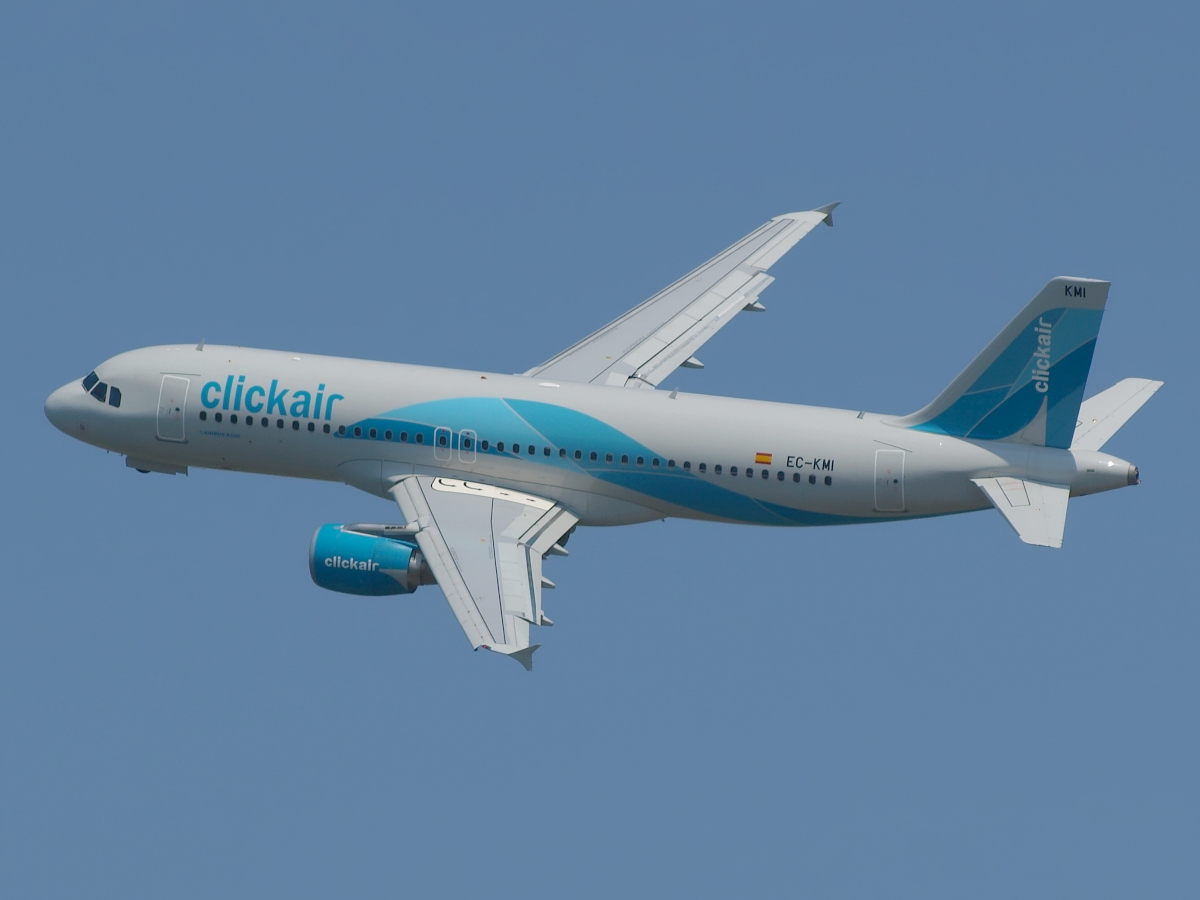
Airbus A320 de Clickair (EC-KMI) despegando del Aeropuerto de Barcelona.

La flota de Clickair estaba formada exclusivamente por Airbus A320, en régimen de leasing. Podían acomodar a 180 personas en clase única y configuración 3-3. La compañía comenzó en octubre de 2006 operando con tres aparatos, y finalizó dicho año con cinco Airbus A320-214. En 2007 —a medida que progresaba el desarrollo de rutas— se preveía incorporar otros 12 aviones. En 2008, se llegó a la cifra de 26 aeronaves.  La mayoría de estos aparatos fueron operados anteriormente por Iberia hasta que decidió sustituirlos por aviones más nuevos y traspasar los más antiguos a su nueva filial.
La compañía contó con las siguientes aeronaves a lo largo de su existencia:
| Aeronaves       | Total | Introducido | Retirado | Matrículas |
| --------------- | ----- | ----------- | -------- | --- |
| Airbus A320-200 | 26    | 2006        | 2009     | EC-GRF, EC-GRH, EC-ICR, EC-ICS, EC-GRE, EC-ICT, EC-JZQ, EC-ICV, EC-GRG, EC-HQI, EC-HHA, EC-ICU, EC-HQJ, EC-KCU, EC-ICQ, EC-GRI, EC-KDT, EC-KDX, EC-KFI, EC-KHN, EC-KJD, EC-HTD, EC-HQL, EC-KLU, EC-KLT y EC-KMI |

EC-GRE, GRF, GRH, GRI, HHA, HQI, HQJ, HQL, HTD, ICQ, ICR, ICS, ICT, ICU, ICV, JZQ, KCU, KDT, KCX, KFI, KHN, KJD, KLT, KMI.

## Destinos
Clickair tenía su base en el Aeropuerto de Barcelona, y operó desde este aeropuerto la mayor parte de sus rutas. En España operó rutas desde los aeropuertos de La Coruña, Bilbao, Jerez (XRY), Asturias (OVD), Málaga (AGP), Santiago de Compostela (SCQ), Sevilla (SVQ), Vigo (VGO), Gran Canaria (LPA) y Tenerife(TFN).
| Países          | Destinos               | Aeropuertos                                |
| Nacionales      | Nacionales             | Nacionales                                 |
| --------------- | ---------------------- | ------------------------------------------ |
| España          | Asturias               | Aeropuerto de Asturias                     |
| España          | Barcelona              | Aeropuerto de Barcelona-El Prat            |
| España          | Bilbao                 | Aeropuerto de Bilbao                       |
| España          | La Coruña              | Aeropuerto de La Coruña                    |
| España          | Ibiza                  | Aeropuerto de Ibiza                        |
| España          | Jerez de la Frontera   | Aeropuerto de Jerez                        |
| España          | Granada                | Aeropuerto de Granada-Jaén                 |
| España          | Gran Canaria           | Aeropuerto de Gran Canaria                 |
| España          | Mahón                  | Aeropuerto de Menorca                      |
| España          | Málaga                 | Aeropuerto de Málaga-Costa del Sol         |
| España          | Palma de Mallorca      | Aeropuerto de Palma de Mallorca            |
| España          | Santiago de Compostela | Aeropuerto de Santiago                     |
| España          | Sevilla                | Aeropuerto de Sevilla                      |
| España          | Tenerife               | Aeropuerto de Tenerife Norte               |
| España          | Tenerife               | Aeropuerto de Tenerife Sur                 |
| España          | Valencia               | Aeropuerto de Valencia                     |
| España          | Vigo                   | Aeropuerto de Vigo                         |
| África          |                        |                                            |
| Marruecos       | Casablanca             | Aeropuerto de Casablanca                   |
| Marruecos       | Marrakech              | Aeropuerto de Marrakech                    |
| Túnez           | Túnez                  | Aeropuerto de Túnez                        |
| Europa          |                        |                                            |
| Alemania        | Berlín                 | Aeropuerto de Berlín-Tegel                 |
| Alemania        | Frankfurt              | Aeropuerto de Frankfurt                    |
| Alemania        | Múnich                 | Aeropuerto de Múnich-Franz Josef Strauss   |
| Austria         | Viena                  | Aeropuerto de Viena-Schwechat              |
| Croacia         | Dubrovnik              | Aeropuerto de Dubrovnik                    |
| Finlandia       | Helsinki               | Aeropuerto de Helsinki-Vantaa              |
| Francia         | Marsella               | Aeropuerto de Marsella-Provenza            |
| Francia         | París                  | Aeropuerto de París-Orly                   |
| Hungría         | Budapest               | Aeropuerto de Budapest-Franz Liszt         |
| Irlanda         | Dublín                 | Aeropuerto de Dublín                       |
| Italia          | Milán                  | Aeropuerto de Milán-Malpensa               |
| Italia          | Nápoles                | Aeropuerto de Nápoles-Capodichino          |
| Italia          | Palermo                | Aeropuerto de Palermo-Punta Raisi          |
| Italia          | Pisa                   | Aeropuerto de Pisa                         |
| Italia          | Roma                   | Aeropuerto de Roma-Fiumicino               |
| Italia          | Venecia                | Aeropuerto Internacional Marco Polo        |
| Italia          | Verona                 | Aeropuerto de Verona-Villafranca           |
| Malta           | Malta                  | Aeropuerto de Malta                        |
| Países Bajos    | Ámsterdam              | Aeropuerto de Ámsterdam-Schiphol           |
| Polonia         | Varsovia               | Aeropuerto de Varsovia-Chopin              |
| Portugal        | Lisboa                 | Aeropuerto de Lisboa                       |
| Portugal        | Oporto                 | Aeropuerto de Oporto-Francisco Sá Carneiro |
| Reino Unido     | Edimburgo              | Aeropuerto de Edimburgo                    |
| Reino Unido     | Londres                | Aeropuerto de Londres-Gatwick              |
| Reino Unido     | Londres                | Aeropuerto de Londres-Heathrow             |
| República Checa | Praga                  | Aeropuerto de Praga                        |
| Rumania         | Bucarest               | Aeropuerto de Bucarest-Henri Coandă        |
| Rusia           | Moscú                  | Aeropuerto de Moscú-Domodedovo             |
| Suiza           | Ginebra                | Aeropuerto de Ginebra                      |
| Suiza           | Zúrich                 | Aeropuerto de Zúrich                       |